# Lycurus
Lycurus là một chi thực vật có hoa trong họ Hòa thảo (Poaceae).

## Loài
Chi Lycurus gồm các loài: